# مرغ ربات
مرغ ربات (انگلیسی: Robot Chicken) یک سریال استاپ موشن کمدی آمریکایی است. این سریال در نُه فصل تشکیل شده که هر فصل آن بیست قسمت دارد.
این سریال برنده جایزه جایزه آنی و جایزه امی شده‌است.